# Hyperolius nasutus
Hyperolius nasutus är en groda från Afrika som tillhör släktet Hyperolius och familjen gräsgrodor.

## Utseende
En liten, lång och smal groda med genomskinligt grön ovansida, ibland med mörkare fält, som kan forma sig till en mittstrimma längs ryggen. Hanarna har vanligen en ljusgul sidostrimma, ofta med svarta konturer, som ibland även honor kan ha. Ben, händer och fötter har samma färg som ovansidan; ibland kan dock tådynorna vara röda. Buksidan är vit och genomskinlig, så de indre organen skymtar. Huvudet är spetsigt med tydlig nos och horisontell pupill, men dold trumhinna. Hanens strupe har en klargul flik. Ingen storleksskillnad mellan könen, båda är mellan 19 och 24 mm långa.
Grodynglen är ljusbruna med mörkare fläckar. Stjärtspetsen mörknar i regel när de blir äldre.

## Utbredning
Arten har konstaterats i norra Botswana, norra Namibia, västra Zambia och norra Angola. Nyligen (2006) har den också iakttagits i Elfenbenskusten och norra Benin. Närvaron i sydvästra Kongo-Kinshasa, nordvästra Zimbabwe samt, mera osäkert, nordvästra Zambia har ännu ej slutgiltigt fastställts. Den taxonomiska osäkerheten kring artkomplexet gör emellertid att utbredningsområdet enligt vissa forskare är betydligt större, se nedan under Taxonomi.

## Taxonomi
Artens taxonomiska ställning är mycket omdiskuterad. Grodan Hyperolius benguellensis, som lever i södra Moçambique och KwaZulu-Natal i Sydafrika räknas ibland till denna art. Till nasutus-komplexet räknas också av vissa forskare Hyperolius poweri, som finns i större delen av Sydafrika, samt Hyperolius adspersus, som lever i västra Kongo-Kinshasa, Kongo-Brazzaville, Gabon och södra Kamerun. Slutligen finns det en östafrikansk population, från Etiopien via Somalia, Kenya, Uganda, Burundi, Tanzania och Malawi till Sydafrika, som även ibland räknas till arten..

## Vanor
Grodan lever framför allt på den mera fuktiga savannen. Den kan även finnas på andra grässlätter, gärna i närheten av vattendrag, sjöar och träsk, och det förekommer att den uppträder invid mänsklig bebyggelse.

### Fortplantning
Arten börjar ofta inte leka förrän efter 2 till 5 månader in på regntiden, då den uppsöker träsk, sjöar, vattenhål, dammar och andra vattensamlingar, även temporära, för att para sig och lägga ägg. Honan lägger vanligen mellan 60 och 300 ägg bland växtlighet just under vattenytan. De kläcks i regel efter 5 dagar.